# Slovenská Volová
Slovenská Volová – wieś (obec) na Słowacji położona w kraju preszowskim, w powiecie Humenné. Pierwsze wzmianki o miejscowości pochodzą z roku 1451.
Według danych z dnia 31 grudnia 2012, wieś zamieszkiwało 531 osób, w tym 266 kobiet i 265 mężczyzn.
W 2001 roku rozkład populacji względem narodowości i przynależności etnicznej wyglądał następująco:
- Słowacy – 91,63%
- Czesi – 0,42%
- Romowie – 7,11%

Ze względu na wyznawaną religię struktura mieszkańców kształtowała się w 2001 roku następująco:
- Katolicy rzymscy – 96,86%
- Grekokatolicy – 2,51%
- Nie podano – 0,63%